# Americium(II)bromid
Americium(II)bromid eller americiumdibromid (AmBr2) är en kemisk förening sammansatt av americium och brom.